# Restoration Council of Shan State

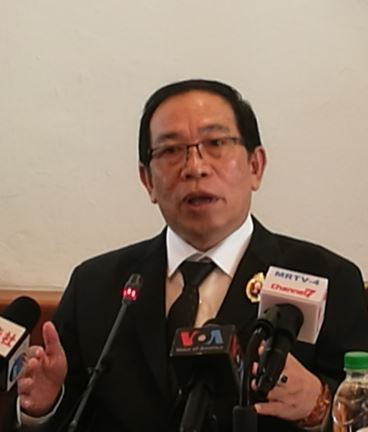
Yawd Serk, der Gründer und Vorsitzende des Restoration Council of Shan State, bei einem Interview 2017

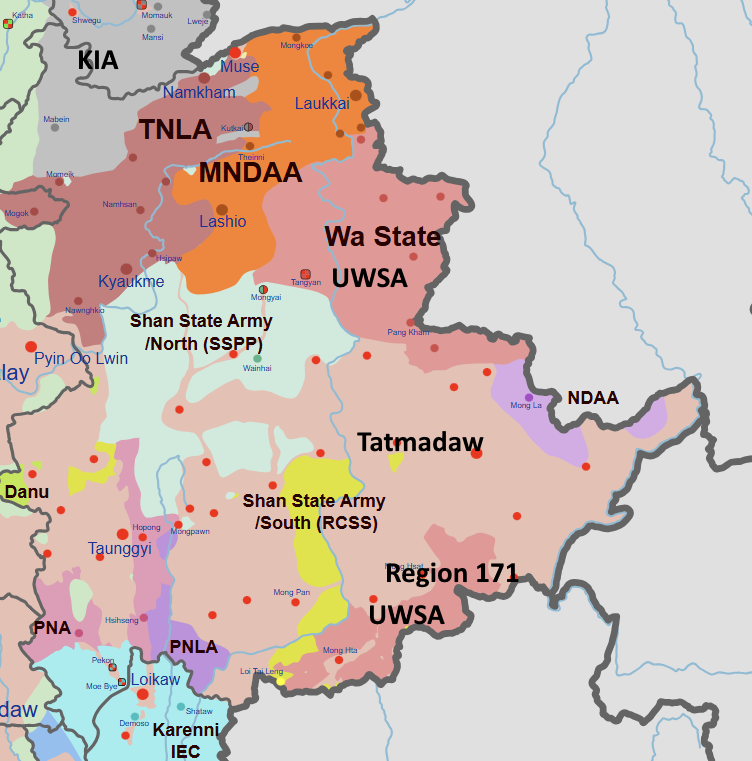
Situation im Shan-Staat 2025, Gebiete des RCSS in Gelb

Das Restoration Council of Shan State (kurz RCSS, Birmanisch သျှမ်းပြည်ပြန်လည်ထူထောင်ရေးကောင်စီ) ist eine politische Organisation im Shan-Staat in Myanmar. Sie ist die politische Frontorganisation der Shan State Army-South. Das RCSS verwaltet ausgedehnte Gebiete im südlichen Shan-Staat in Kooperation mit der Militärregierung des Landes (Stand 2023). Die RCSS unterzeichnete 2015 einen nationalen Waffenstillstandsvertrag mit der damaligen zivilen Regierung. Das RCSS wurde 1996 von Yawd Serk, einem ehemaligen General der Muang Tai Army und dem damaligen Befehlshaber der Shan State Army-South, gegründet. Andere Quellen behaupten das RCSS wäre bereits 1964 gegründet worden und Yawd Serk hätte eine bestehende Organisation übernommen, bzw. neugegründet. Wieder andere Quellen behaupten der Name der 1964 gegründeten Organisation wäre Shan State Restoration Council gewesen. Nach dem Waffenstillstandsvertrag 2015 besetzten die RCSS umfangreiche Gebiete im zentralen und nördlichen Shan-Staat. Diese Gebiete gingen 2022 weitgehend wieder verloren. Das RCSS verfügt über keine spezielle administrative Zone im Land – garantiert durch die Verfassung. Dies steht im Gegensatz zu den Wa, welche über eine eigene administrative Region verfügen (siehe Wa-Staat). Im Gegensatz zu den Wa, welche an China ausgerichtet sind, orientiert sich das RCSS an Thailand. In den von der RCSS verwalteten Gebieten gilt der Thai-Baht als Zahlungsmittel und es gilt die Thai-Zeit. Das Hauptquartier der RCSS befindet sich in Loi Taileng an der thailändisch-myanmarischen Grenze gegenüber dem Bezirk Pang Mapha der thailändischen Provinz Mae Hong Son. In der Vergangenheit kam es immer wieder zu schweren militärischen Auseinandersetzungen zwischen der Armee des RCSS und der United Wa State Army, der Shan State Army-North und der Ta’ang National Liberation Army.